# Дёмин, Николай Григорьевич
Николай Григорьевич Дёмин (8 ноября 1918 — 10 мая 1983) — передовик советского сельского хозяйства, заведующий свинофермой колхоза «Новый путь» Кимовского района Московской области, Герой Социалистического Труда (1949).

## Биография
Родился в 1918 году в селе Краснополье Епифанского уезда Тульской губернии, ныне Кимовского района Тульской области в многодетной семье русского крестьянина. Проходил обучение в Краснопольской средней школе, после окончания которой начал работать в колхозе "Новый путь" Кимовского района Московской области.
Позже был призван на военную службу. Службу проходил в пограничных войсках 53-го Даурского погранотряда. Когда пришла демобилизация принял решение остаться на военной службе. Участвовал в войне против финнов (1939-1940). В годы Великой Отечественной войны служил на Дальнем Востоке. Участник войны с Японией. Был фотографом отделения контрразведки СМЕРШ Краснознамённого Даурского погранотряда. Член ВКП(б)/КПСС.
Уволился с военной службы в 1945 году. Возвратился на родину, где был назначен заведующим свинофермой колхоза "Новый путь". Старался выполнить все задания и вывести подведомственную ферму в передовые. В 1948 году руководимый им коллектив сумел получить 11,8 тонны мяса свинины в живом весе на 960 гектаров закреплённой за колхозом облагаемой площади пашни.
За получение высокой продуктивности животноводства 1948 году при выполнении колхозами обязательных поставок сельскохозяйственных продуктов и плана развития животноводства по всем видам скота, Указом Президиума Верховного Совета СССР от 7 апреля 1949 года Николаю Григорьевичу Дёмину было присвоено звание Героя Социалистического Труда с вручением ордена Ленина и золотой медали «Серп и Молот».
В дальнейшем продолжал трудовую деятельность, показывал высокие результаты в труде. В 1951 году находился в командировке в Чехословакии в качестве члена делегации передовиков сельскохозяйственного производства. Выйдя на пенсию продолжал работать в колхозе.
Проживал в селе Краснополье Кимовского района. Умер 10 мая 1983 года.

## Награды
За трудовые успехи удостоен:
- золотая звезда «Серп и Молот» (07.04.1949),
- орден Ленина (07.04.1949),
- другие медали.